# Mitrata
Ordre
Les Mitrata sont un ordre éteint d'échinodermes du Paléozoïque, connus uniquement sous forme fossile, attribué au morpho-groupe des carpoïdes, ou Homalozoa. Ils forment avec les Cornuta la classe des Stylophora.

## Classification
La position phylogénétique et la composition de ce groupe sont encore à l'étude.
Selon BioLib (27 décembre 2017) :
- sous-ordre Anomalocystitida Caster, 1952 †
  - famille Allanicytidiidae Caster & Gill, 1967 †
  - famille Anomalocystitidae Bassler, 1938 †
  - famille Australocystidae Caster, 1954 †
- sous-ordre Lagynocystida Caster, 1952 †
  - famille Kirkocystidae Caster, 1952 †
  - famille Lagynocystidae Jaekel, 1918 †
  - famille Peltocystidae Ubaghs, 1967 †
- sous-ordre Mitrocystitida Caster, 1952 †
  - famille Mitrocystitidae Ubaghs, 1967 †
  - famille Paranacystidae Caster, 1954 †
- genre Adoketocarpus Ruta & Jell, 1999 †
- genre Aspidocarpus Ubaghs, 1979 †
- genre Chauvelia Cripps, 1990 †
- genre Diamphidiocystis Kolata & Guensburg, 1979 †
- genre Eumitrocystella Beisswenger, 1994 †
- genre Jaekelocarpus Kolata, Frest & Mapes, 1991 †
- genre Kopficystis Parsley, 1991 †
- genre Lobocarpus Ubaghs, 1998 †
- genre Ovocarpus Ubaghs, 1994 †
- genre Pseudovictoriacystis Ruta & Jell, 1999 †

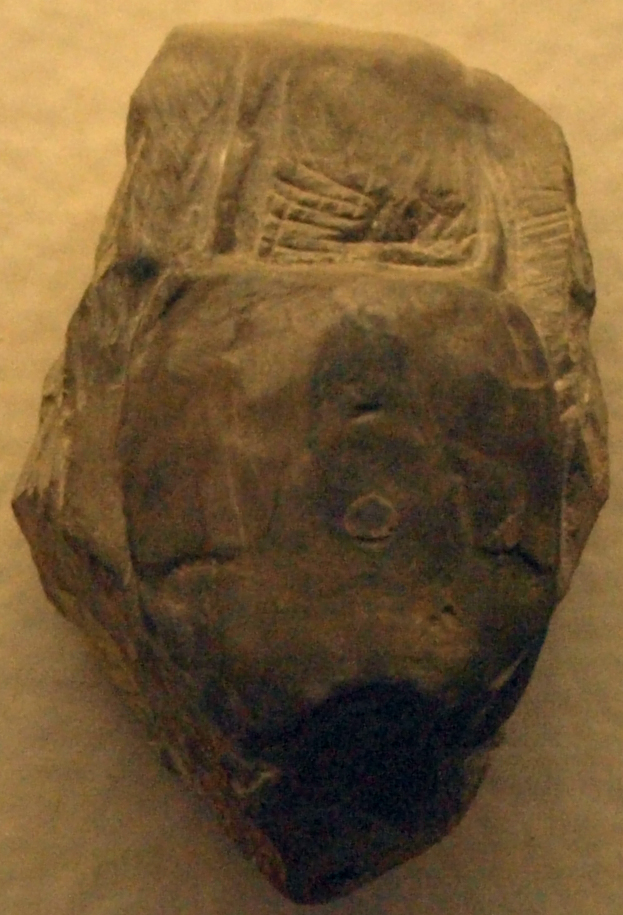
Fossile de Placocystites forbesianus

- genre Vizcainocarpus Ruta, 1997 †
- genre Yachalicystis Haude, 1995 †